# 山地杜鹃
山地杜鹃（学名：Rhododendron montiganum）为杜鹃花科杜鹃花属下的一个种。

## 扩展阅读
- 維基物種上的相關：山地杜鹃